# Limonia serpula
Limonia serpula är en tvåvingeart som beskrevs av Alexander 1967. Limonia serpula ingår i släktet Limonia och familjen småharkrankar. Inga underarter finns listade i Catalogue of Life.